# هرمان كورب
هرمان كورب (بالألمانية: Hermann Korb)‏ هو مهندس معماري ألماني، ولد في 1656 في لوغده في ألمانيا، وتوفي في 23 ديسمبر 1735 في فولفنبوتل في ألمانيا.

## معرض صور

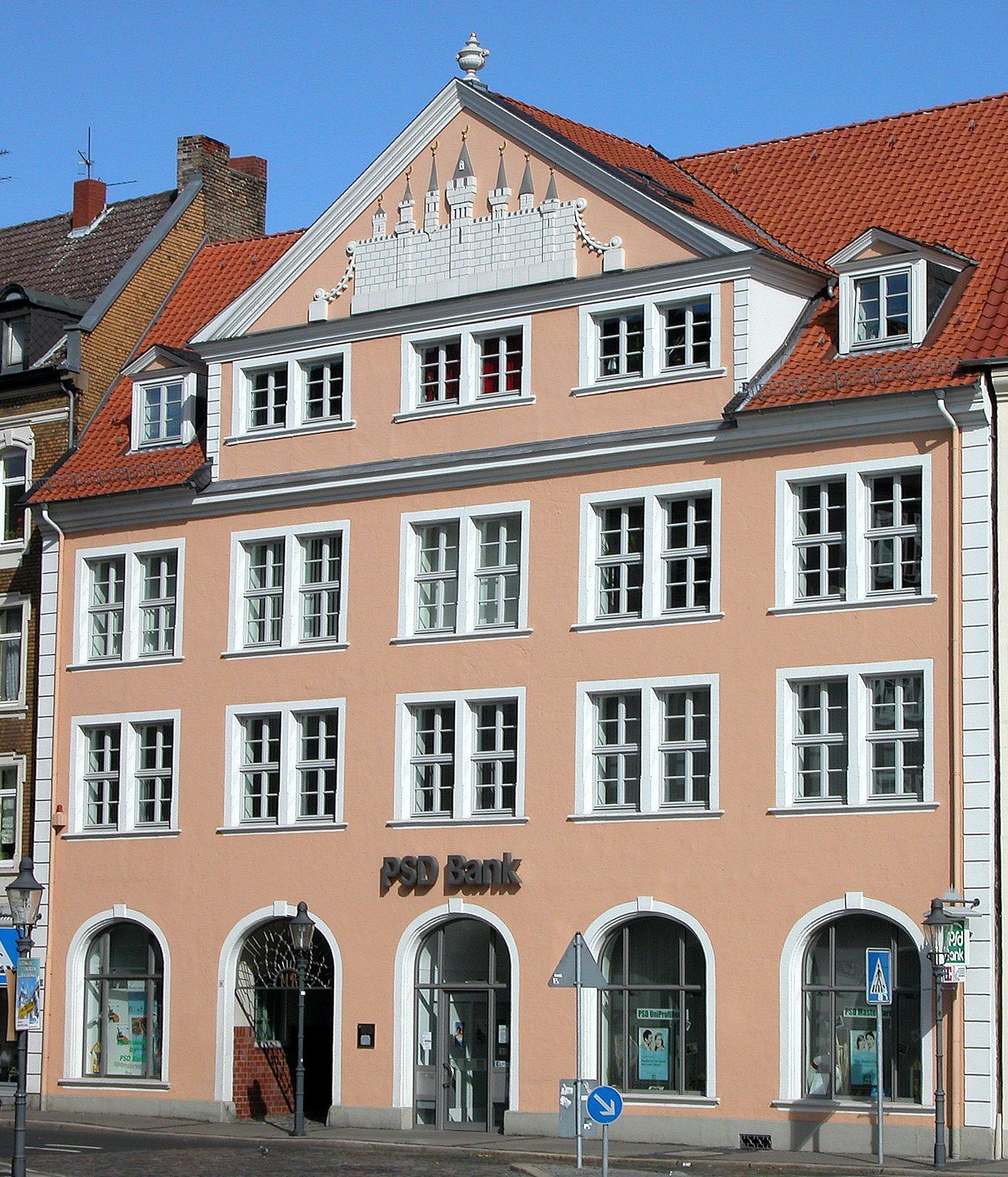
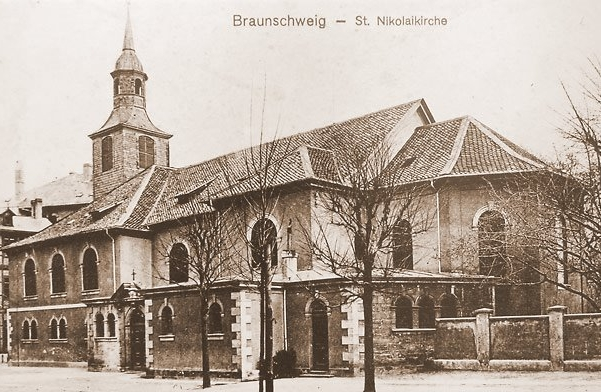
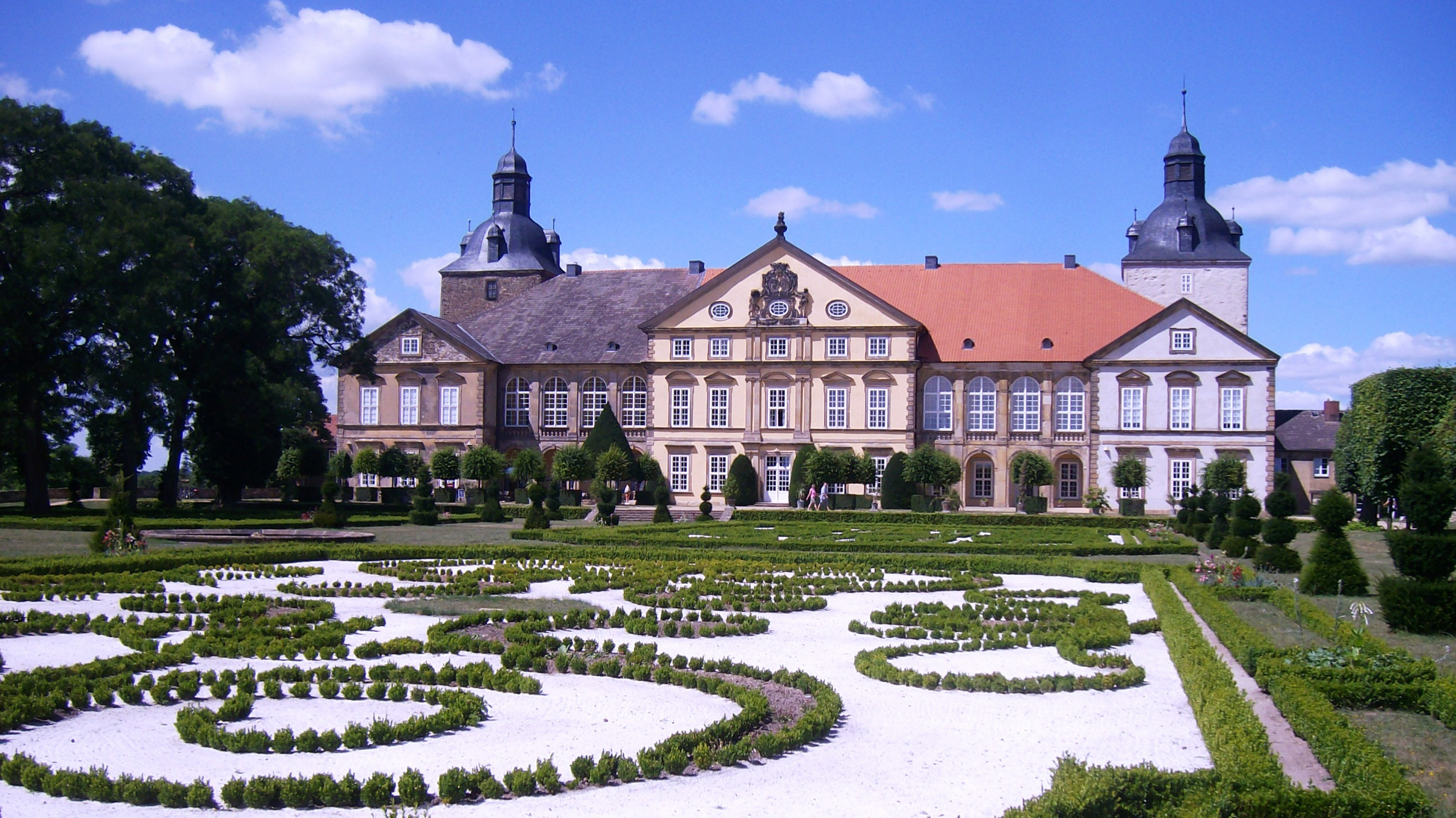
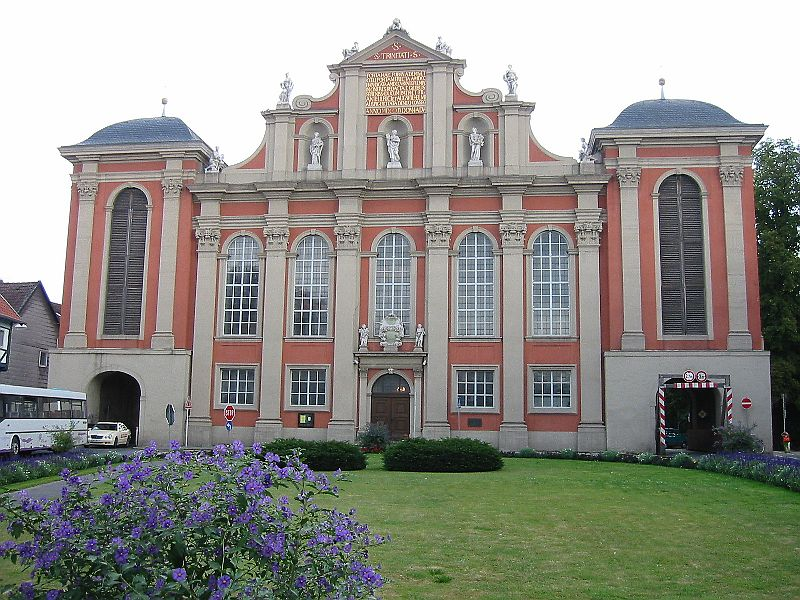
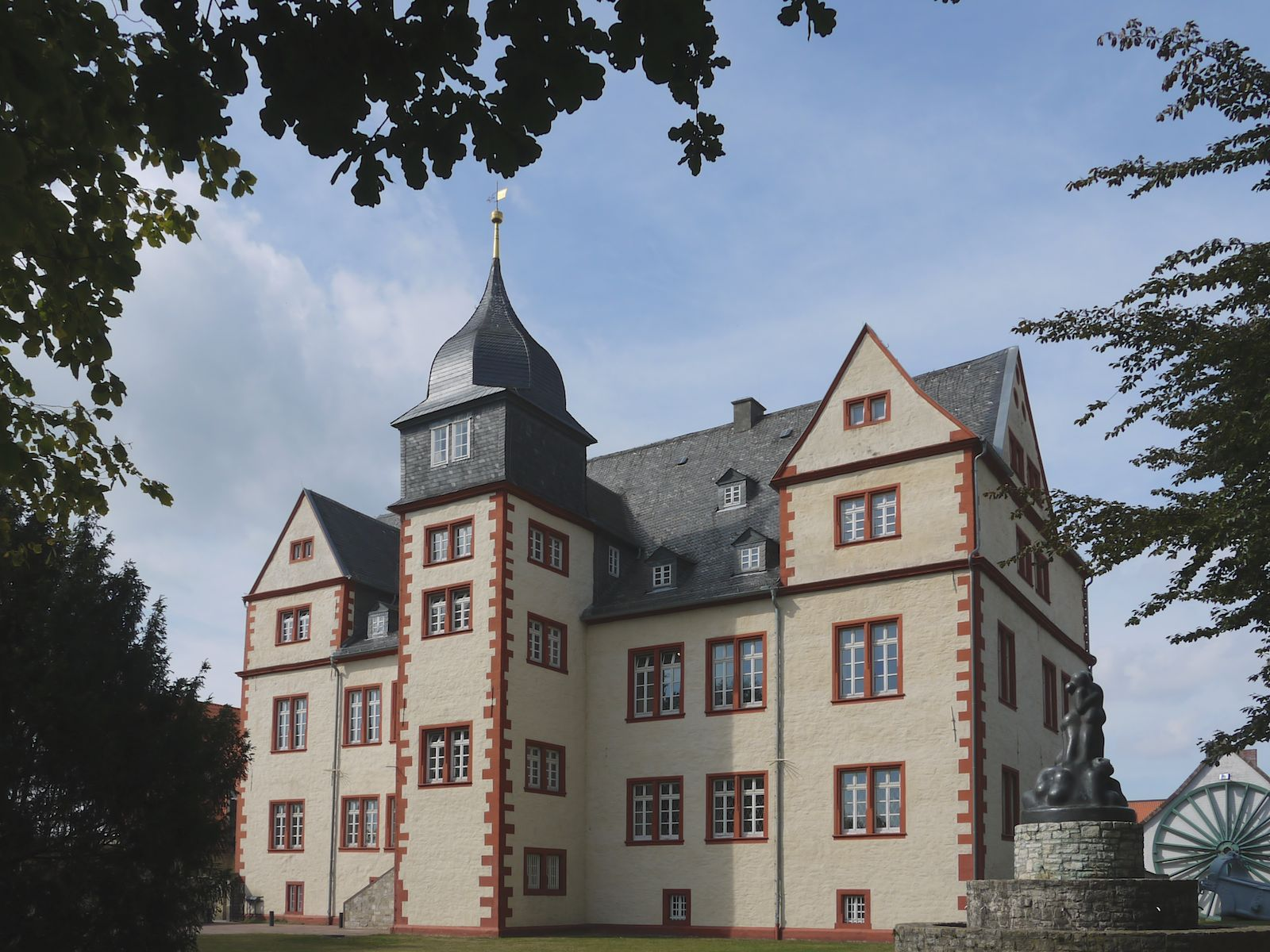